# Саудијски ријал
Саудијски ријал (арап. ريال سعودي) је званична валута у Саудијској Арабији. Скраћеница за ријал је SR или ر.س а међународни код SAR. Ријал издаје Монетарна агенција Саудијске Арабије. У 2010. години инфлација је износила 4,1%. Један ријал састоји се од 100 халала. Курсна вредност је везана за амерички долар.
Постоје новчанице у износима 1, 5, 10, 50, 100 и 500 ријала и кованице од 5, 10, 25, 50 и 100 халала.